# Hans Leipelt

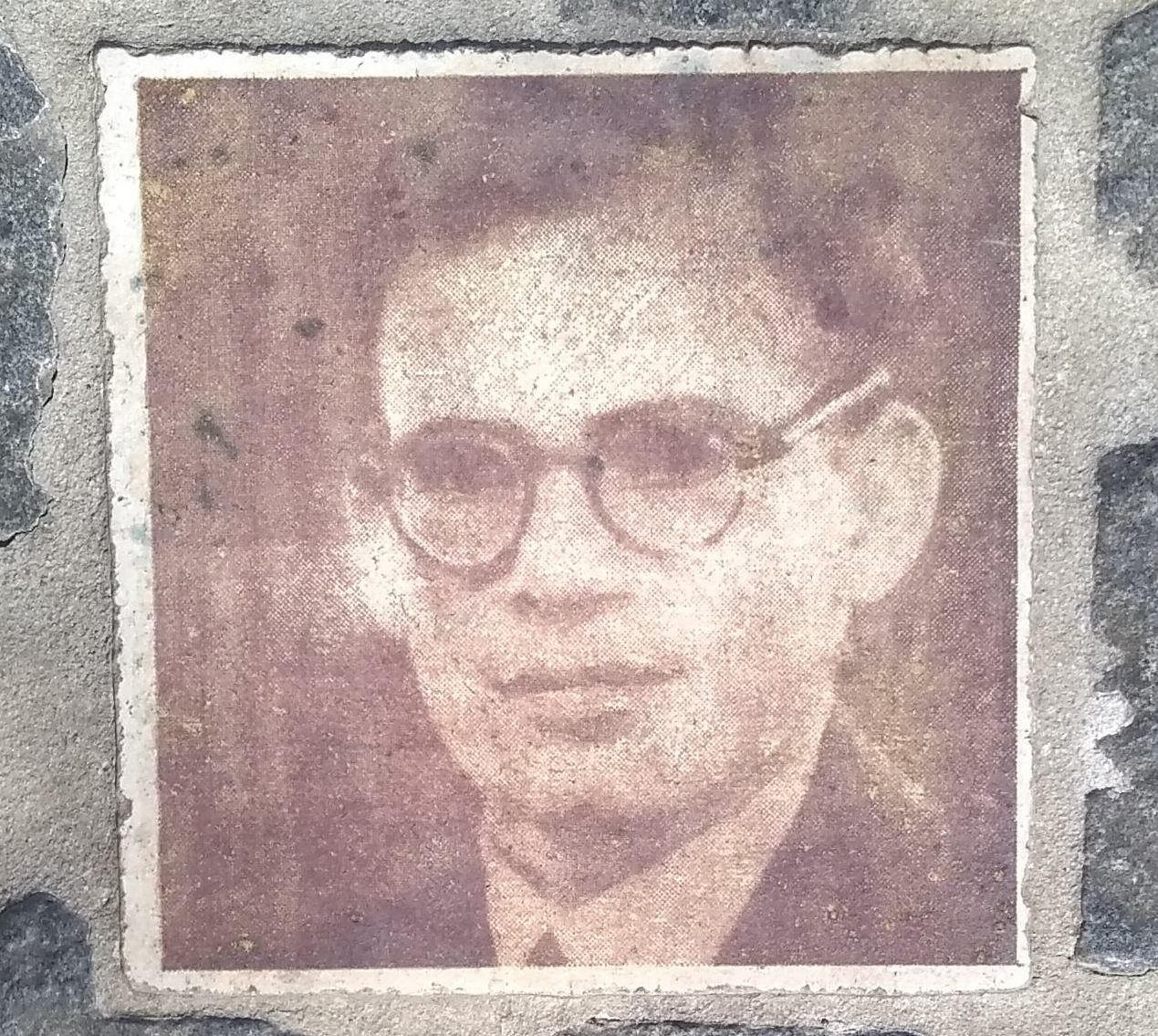
Hans Leipelt, Bodendenkmal vor der Universität München

Hans Konrad Leipelt (* 18. Juli 1921 in Wien; † 29. Januar 1945 in München-Stadelheim) war ein deutscher Chemiestudent und Widerstandskämpfer gegen den Nationalsozialismus. Er setzte die Arbeit der Weißen Rose fort und war maßgeblich an deren sogenanntem Hamburger Zweig beteiligt.

## Leben
Hans Leipelt war Sohn des Diplomingenieurs Konrad Leipelt und der promovierten Chemikerin Katharina Leipelt. Seine jüngere Schwester war die Biochemikerin Maria Leipelt. Nachdem der Vater die Stelle eines Hüttendirektors der Zinnwerke Wilhelmsburg in Hamburg angenommen hatte, zog die Familie 1925 von Wien zunächst nach Harburg-Rönneburg, 1936 in das Wilhelmsburger Reiherstiegviertel. Durch die jüdische Herkunft Katharina Leipelts unterlag die Familie ab 1935 den Repressionen der Nürnberger Rassengesetze.
Hans Leipelt machte 1938 das Abitur und meldete sich danach zum Reichsarbeitsdienst und zur Wehrmacht. Während des Westfeldzuges lernte er Karl Ludwig Schneider kennen, mit dem ihn bald eine intensive Freundschaft verband. Im August 1940 wurde er trotz hoher Auszeichnungen, z. B. mit dem Eisernen Kreuz, als „Mischling ersten Grades“ entlassen. Im Herbst 1940 begann er sein Chemiestudium an der Universität Hamburg. Über Schneider kam er in Kontakt mit Margaretha Rothe und Heinz Kucharski, die dem NS-Regime ebenfalls kritisch gegenüberstanden. Aus den anfänglichen Diskussionskreisen entwickelte sich die später sogenannte Widerstandsgruppe der Weißen Rose in Hamburg. Leipelt wechselte im Wintersemester 1941/42 an die Ludwig-Maximilians-Universität München zu Professor Heinrich Otto Wieland, der es sich als Nobelpreisträger leisten konnte, „Halbjuden“ auszubilden, denen seit 1940 eigentlich ein Studium verwehrt war.
Im Februar 1943 fand Hans Leipelt das sechste Flugblatt der Weißen Rose in seinem Briefkasten. Er zeigte es seiner Freundin Marie-Luise Jahn. Sie waren von dem mutigen Text begeistert, wussten aber zunächst nicht, von wem er stammte. Dies erfuhren sie, als die Geschwister Scholl und Christoph Probst verhaftet und am 22. Februar 1943 hingerichtet wurden. Leipelt und Jahn fragten sich, wer jetzt die Arbeit der Weißen Rose weiterführen und das Flugblatt verbreiten sollte. Sie entschlossen sich, es selbst zu tun. Sie tippten das Flugblatt auf einer Reiseschreibmaschine mehrfach ab, fertigten Durchschläge an und ergänzten auf allen Exemplaren die Überschrift „Und ihr Geist lebt trotzdem weiter!“. Diese Flugblätter gaben sie in München an gute Bekannte weiter. In den Osterferien 1943 reisten sie nach Hamburg und verteilten auch dort das Flugblatt. In Hamburg sorgte Leipelts Schwester Maria für die weitere Vervielfältigung des Flugblatts. Als Leipelt und Jahn Geld für die Witwe des hingerichteten Professors Kurt Huber sammelten, wurden sie denunziert und im Oktober 1943 mit 28 weiteren Aktivisten verhaftet, seine Schwester einen Monat später. Im Dezember 1943 wurde seine Mutter Dr. Katharina Leipelt verhaftet und beging unmittelbar nach ihrer Einweisung in das Hamburger Polizeigefängnis Fuhlsbüttel in ihrer Zelle Selbstmord.
Hans Leipelt wurde am 13. Oktober 1944 in Donauwörth vom Volksgerichtshof als Hochverräter wegen des Hörens ausländischer Rundfunksender, der Wehrkraftzersetzung und der „Feindbegünstigung“ zum Tode verurteilt, Marie-Luise Jahn zu 12 Jahren Zuchthaus. Leipelt begründete sein – abgelehntes – Gnadengesuch mit den zahlreichen Demütigungen und Kränkungen, die er und seine Verwandtschaft als „jüdischer Mischling“ erfahren habe.
Hans Leipelt wurde am 29. Januar 1945 in München-Stadelheim durch das Fallbeil hingerichtet. Sein Leichnam wurde auf dem Friedhof am Perlacher Forst beigesetzt und später in den Ehrenhain II umgebettet. Viele seiner Freunde starben in Gestapohaft oder in Konzentrationslagern.

## Gedenken

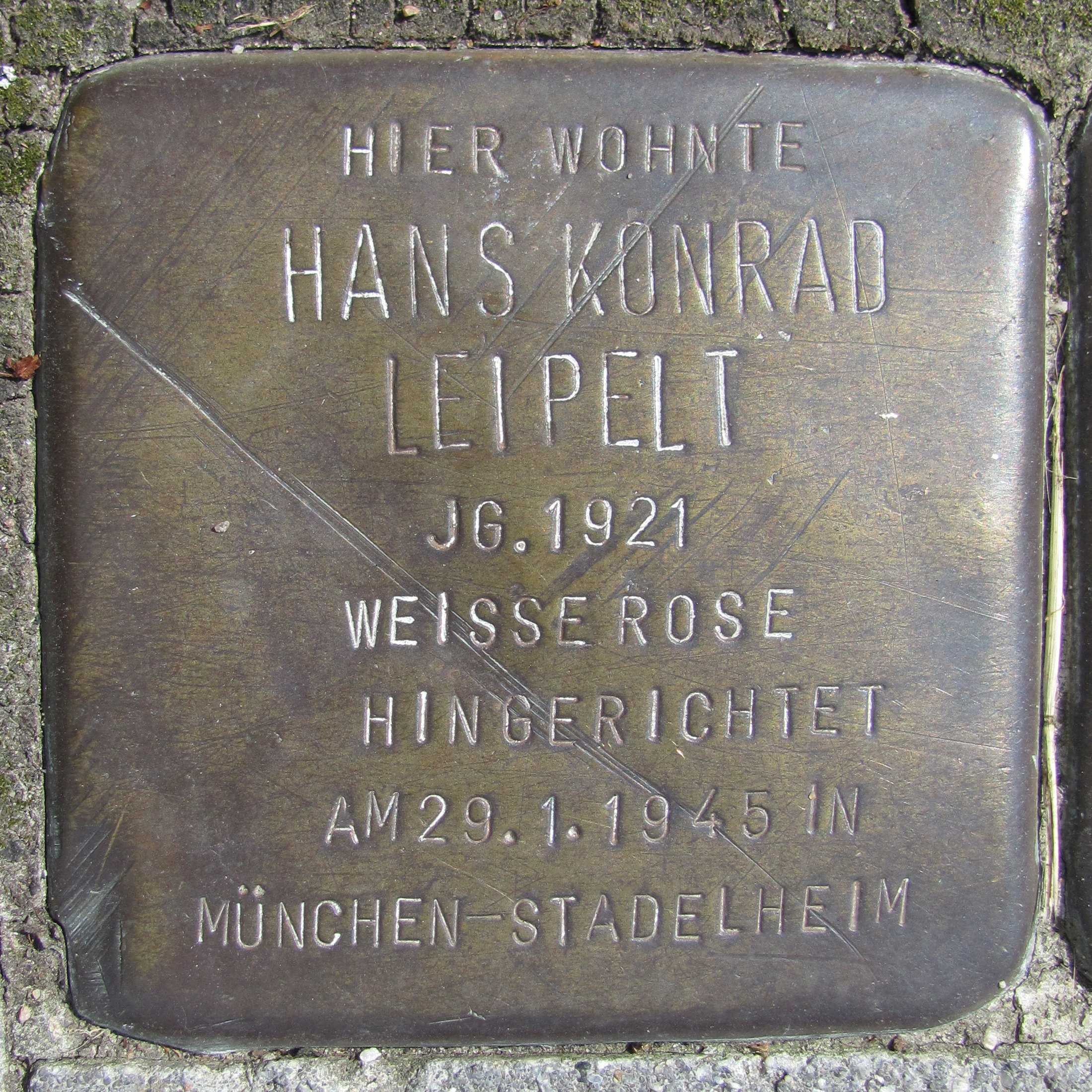
Stolperstein in Hamburg-Wilhelmsburg, Mannesallee 20

In Hamburg wurden vier Stolpersteine für Hans Leipelt verlegt: einer in Hamburg-Rönneburg, einer in Hamburg-Rotherbaum sowie zwei in in Hamburg-Wilhelmsburg.
Im Foyer des Audimax der Universität Hamburg wurde 1971 eine Gedenkplatte verlegt, die an die ums Leben gekommenen studentischen Mitglieder der Weißen Rose in Hamburg erinnert, neben Hans Leipelt auch an Frederick Geussenhainer, Reinhold Meyer und Margaretha Rothe.
Hans Leipelt als Namensgeber:
- In Hamburg-Wilhelmsburg wurde 1960 die Leipeltstraße nach ihm benannt.
- Hans-Leipelt-Straße in der Studentenstadt Freimann in München.
- Hans-Leipelt-Straße in Donauwörth.
- Die Fachoberschule Donauwörth wurde 1995 in Hans-Leipelt-Schule umbenannt.
- Im Jahr 2000 wurde am Geburtstag von Hans Leipelt der Hans-Leipelt-Seminarraum in der Universität München, Fakultät für Chemie und Pharmazie, feierlich durch eine Rede von Marie-Luise Jahn eingeweiht.
- Das Hans-Leipelt-Haus in Grafrath ist ein Übernachtungs- und Tagungshaus der Evangelischen Jugend München.[6]

## Filmdokumentation
- Katrin Seybold, Ula Stöckl: Die Widerständigen – „Also machen wir das weiter“, Deutschland 2015.[7]